# Bikini Porn
Bikini Porn è un singolo della cantante svedese Tove Lo, pubblicato il 15 gennaio 2020 come primo estratto dalla ristampa del quarto album in studio Sunshine Kitty (Paw Prints Edition).

## Video musicale
Il video musicale, diretto da Moni Haworth, è stato reso disponibile il 17 gennaio 2020.

## Tracce
Testi e musiche di Tove Lo, Finneas O'Connell, Jakob Hazell, Ludvig Söderberg e Svante Halldin, eccetto dove indicato.
1. Bikini Porn – 2:42
2. Passion and Pain Taste the Same When I'm Weak – 4:00 (Tove Lo, Finneas O'Connell)

## Formazione
Musicisti
- Tove Lo – voce, cori
- Finneas O'Connell – programmazione, sintetizzatore, percussioni
- Jack & Coke – programmazione
- A Strut – programmazione

Produzione
- Finneas O'Connell – produzione, produzione vocale
- Jack & Coke – produzione
- A Strut – produzione
- Șerban Ghenea – missaggio
- John Hannes – assistenza al missaggio
- Chris Gehringer – mastering

## Classifiche
| Classifica (2020) | Posizione massima |
| ----------------- | ----------------- |
| Svezia            | 76                |